# اولورگسایلی
اولورگسایلی یک سازند زمین‌شناسی در شرق آفریقا، در کف دره ریفت شرقی در جنوب کنیا است، که در ۶۷ کیلومتر (۴۲ مایل) جنوب غربی نایروبی در امتداد جاده به دریاچه ماگادی قرار دارد. این محوطه شامل گروهی از سایت‌های باستان‌شناسی پارینه سنگی زیرین است.  اولورگسایلی به دلیل تعداد زیادی از تبرهای دستی آشولی کشف شده در آنجا که با ذبح حیوانات مرتبط است، مورد توجه قرار گرفته‌است.  با توجه به موزه‌های ملی کنیا، این یافته‌ها از نظر باستان‌شناسی، دیرینه‌شناسی و زمین‌شناسی اهمیت بین‌المللی دارند. 

## تاریخچه

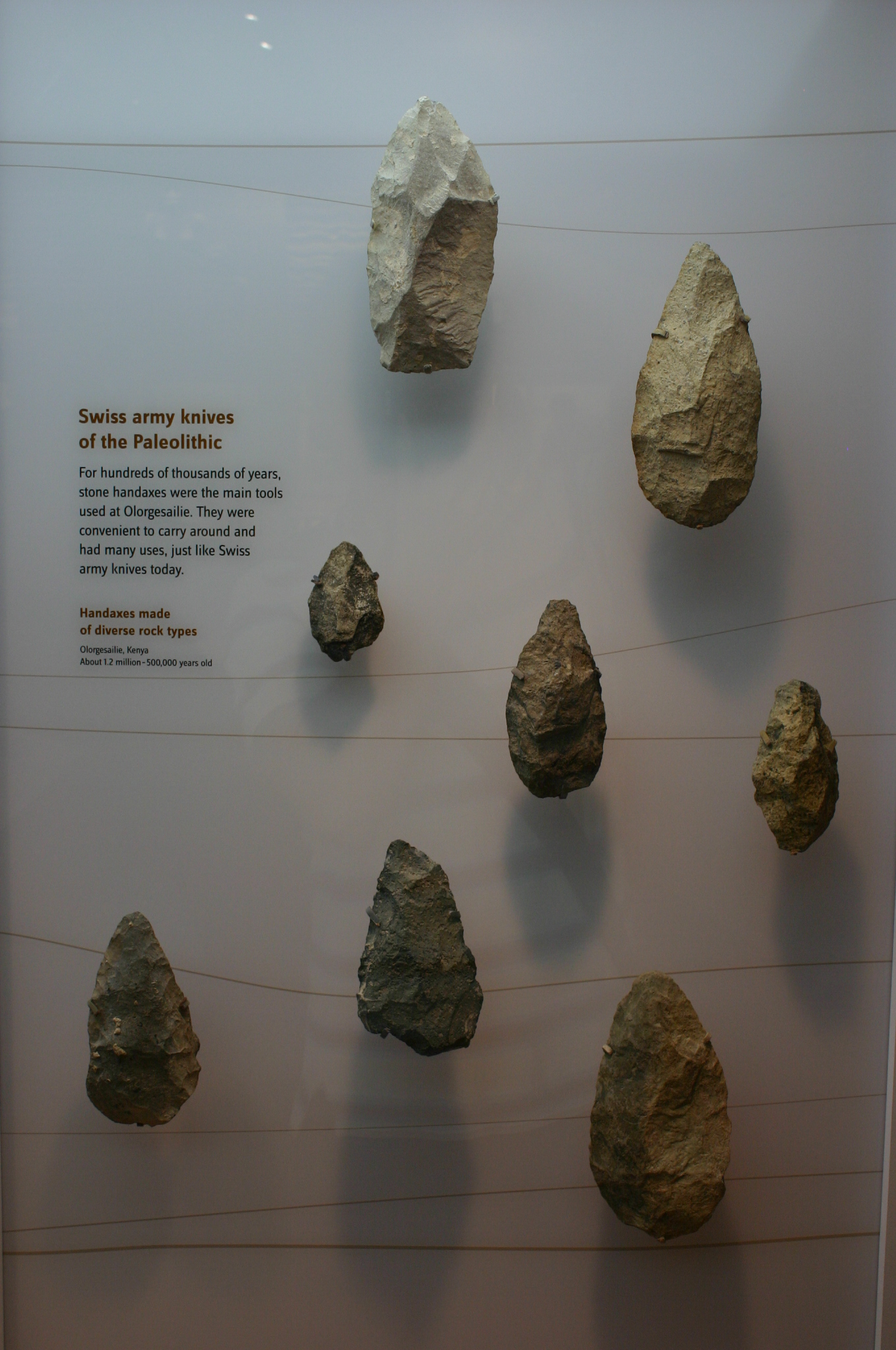
تبرهای دستی

این آثار برای اولین بار توسط زمین‌شناس بریتانیایی جان والتر گرگوری در سال ۱۹۱۹ کشف شد،   اما تا سال ۱۹۴۳ روند کندی داشت و در این سال بود که حفاری به‌طور جدی تحت هدایت ماری و لوئیس لیکی و با کمک اسرای ایتالیایی که از آزادی مشروط برخوردار بودند، آغاز شد.  کار در آنجا تا سال ۱۹۴۷ ادامه یافت. گلین آیزاک در دهه 1960  برای پایان‌نامه خود این حفاری را آغاز کرد. در دهه ۱۹۸۰، تحقیقات توسط ریچارد پاتس از موسسه اسمیتسونیان در ارتباط با موزه‌های ملی کنیا ادامه یافت.

## یافته‌ها

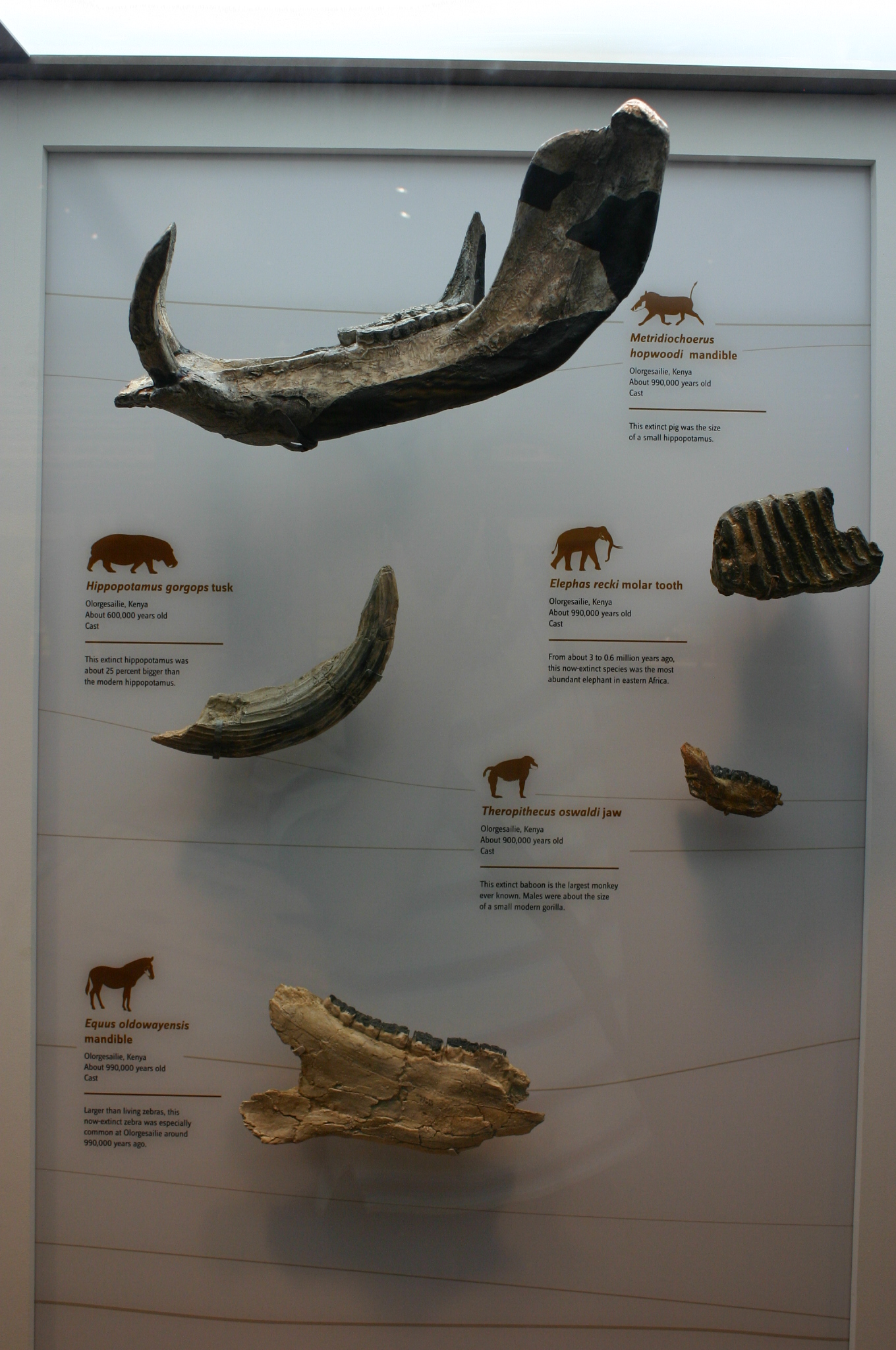
فسیل‌های حیوانات از اولورگسایلی

ابزارهای انسانی برجسته‌ترین اقلام تاریخی در این منطقه هستند. تبرهای دستی فراوان مشخصه دوره آشولی است که توسط انسان‌ها بین ۶۰۰۰۰۰ تا ۹۰۰۰۰۰ سال پیش  در امتداد جایی که در آن زمان ساحل دریاچه‌ای خشک شده بود، ساخته شده‌اند. فسیل‌هایی از حیوانات مختلف نیز یافت شده‌است، از جمله گونه‌های منقرض شده اسب آبی، فیل، گورخر، زرافه و بابون که احتمالاً با کمک تبرهای دستی قصابی شده‌اند.  
در ژوئن ۲۰۰۳، یک تیم به رهبری پاتس یک استخوان پیشانی را در جا کشف کردند.  بخش‌های دیگر جمجمه کوچک (با نام KNM-OL 45500) در ماه‌های بعد پیدا شد. استخوان پیشانی ۹۰۰۰۰۰ تا ۹۷۰۰۰۰ سال قدمت دارد و احتمالاً متعلق به هومو ارکتوس است، بنابراین آن را به اولین فسیل انسانی که در این مکان یافت می‌شود، تبدیل می‌کند.  بقایای فسیلی در همان سطح چینه‌شناسی با دو تبر دستی و چندین پوسته، نزدیک نهشته‌های متراکم تبرهای دستی بودند. 
در سال ۲۰۱۸، شواهدی مربوط به سکونت حدود ۳۲۰۰۰۰ سال پیش در اولورگسایلی که احتمالاً با انسان‌های اولیه هومو سایپینس مرتبط است، از جمله: تجارت و حمل و نقل منابع از مسیرهای دور (مانند ابسیدین)، یافت شد. همچنین شواهدی از رنگدانه‌ها و امکان ساخت نقاط پرتابه کشف گردید. ظهور این رفتارها، توسط نویسندگان سه مطالعه در سال ۲۰۱۸ در این سایت مشاهده شده‌است، که تقریباً مربوط به اولین بقایای فسیلی شناخته شده انسان خردمند از آفریقا (مانند جبل ایرهود در مراکش و فلوریسباد در آفریقای جنوبی) مربوط به حدود در همان دوره‌اند، و پیشنهاد می‌شود که رفتارهای پیچیده در آفریقا در حدود زمان ظهور هومو ساپینس آغاز شد.